# Liste des lépidoptères de France métropolitaine
Cet article vise à recenser les lépidoptères (insectes appelés papillons à l'état adulte) de France métropolitaine, Corse comprise.
On estime qu'environ 5 370 espèces y sont présentes à l'état naturel, qu'elles soient sédentaires ou migratrices. La liste suivante est en construction et n'en mentionne encore qu'une petite partie. Les papillons de jour (environ 260 espèces) sont listés dans un article séparé : la liste des rhopalocères de France métropolitaine.

## Super-famille desCossoidea

### Famille desBrachodidae
- Brachodes funebris (Feisthamel, 1833)
- Brachodes laeta (Staudinger, 1863)

### Famille desCossidae

#### Sous-famille desCossinae
- Cossus cossus (Linnaeus, 1758) — le Cossus gâte-bois
- Acossus terebra ([Denis & Schiffermüller], 1775) — le Cossus du peuplier
- Parahypopta caestrum (Hübner, [1808]) — le Cossus-touret, le Cossus de l'asperge
- Dyspessa ulula (Borkhausen, 1790) — la Petite marbrure, le Cossus marbré
- Stygia australis Latreille, 1803 — la Stygie australe

#### Sous-famille desZeuzerinae
- Phragmataecia castaneae (Hübner, 1790)  — la Zeuzère du roseau
- Zeuzera pyrina (Linnaeus, [1760]) — la Zeuzère du marronnier, la Zeuzère du poirier

### Famille desCastniidae
- Paysandisia archon (Burmeister, 1880) — le Bombyx du palmier

### Famille desSesiidae

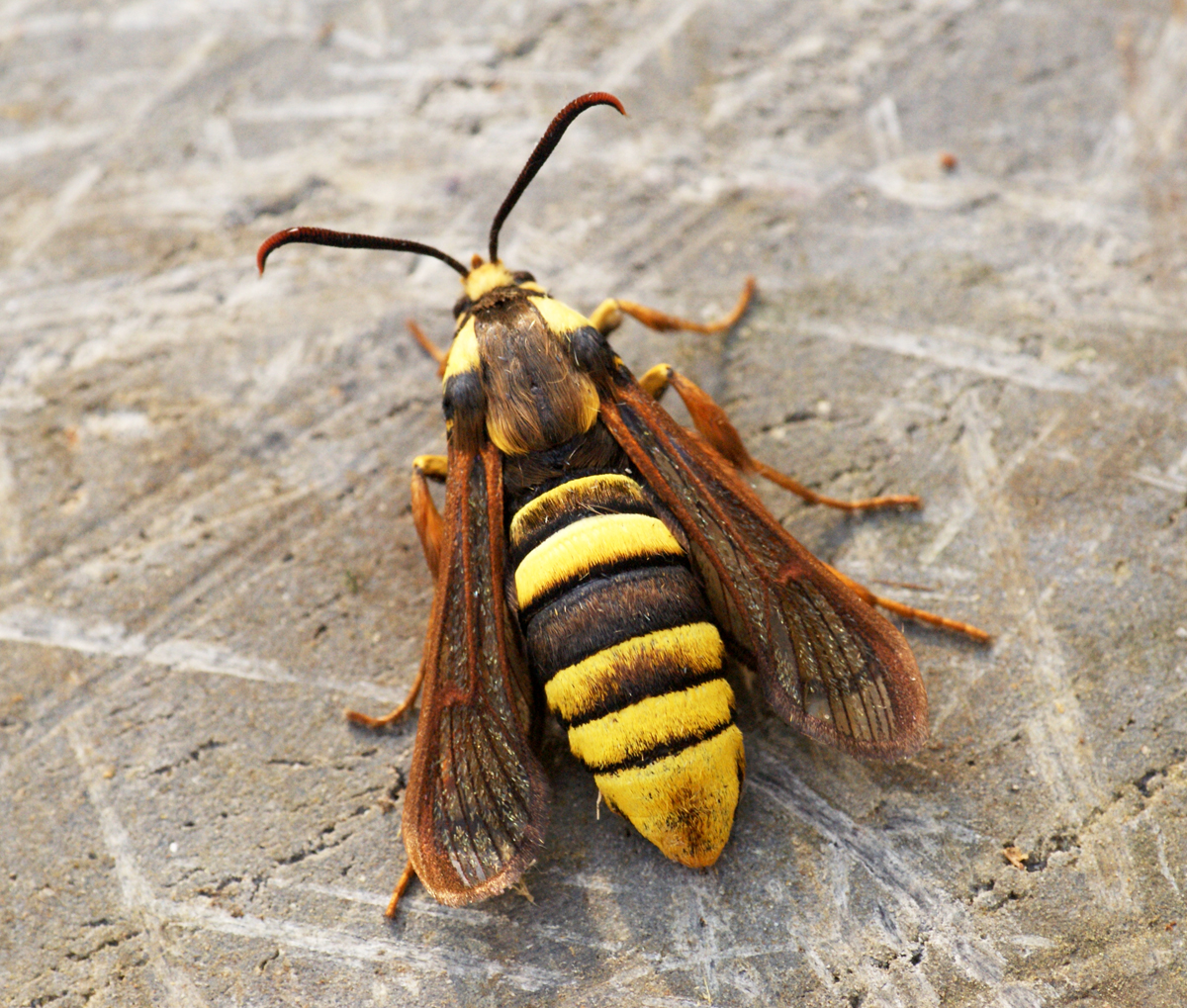
Sésie apiforme (Sesia apiformis).

#### Sous-famille desSesiinae
- Sesia apiformis (Clerck, 1759) — la Sésie apiforme, la Sésie du peuplier
- Sesia bembeciformis (Hübner, 1806) — la Sésie bembex, la Sésie du saule
- Sesia melanocephala Dalman, 1816 — la Sésie du tremble
- Paranthrene tabaniformis (Rottemburg, 1775) — la Petite Sésie du peuplier, la Sésie asiliforme
- Paranthrene insolitus Le Cerf, 1914 — la Sésie polonaise
- Chamaesphecia mysiniformis (Boisduval, 1840) — la Sésie de l’épiaire
- Chamaesphecia aerifrons (Zeller, 1847) — la Sésie de l’origan
- Chamaesphecia osmiaeformis (Herrich-Schäffer, 1848) — la Sésie des sauges
- Chamaesphecia ramburi (Staudinger, 1866) — la Sésie des phlomis
- Chamaesphecia dumonti Le Cerf, 1922 — la Sésie de Dumont
- Chamaesphecia nigrifrons (Le Cerf, 1911) — la Sésie du millepertuis
- Chamaesphecia bibioniformis (Esper, 1800) — la Sésie de Montpellier
- Chamaesphecia anthraciformis (Rambur, 1832) — la Sésie anthrax
- Chamaesphecia palustris Kautz, 1927 — la Sésie des marais
- Chamaesphecia euceraeformis (Ochsenheimer, 1816) — la Sésie des pierriers
- Chamaesphecia leucopsiformis (Esper, 1800) — la Sésie leucopsiforme
- Chamaesphecia empiformis (Esper, 1783) — la Sésie empiforme
- Chamaesphecia tenthrediniformis ([Denis & Schiffermüller], 1775) — la Sésie tenthrède
- Pyropteron chrysidiformis (Esper, 1782) — la Sésie de l’oseille
- Pyropteron triannuliformis (Freyer, 1843) — la Sésie de Freyer
- Pyropteron meriaeformis (Boisduval, 1840) — la Sésie corse
- Pyropteron hispanica (Kallies, 1999) — la Sésie hispanique
- Pyropteron muscaeformis (Esper, 1783) — la Sésie de l'œillet marin
- Pyropteron leucomelaena (Zeller, 1847) — la Sésie de la sanguisorbe
- Pyropteron affinis (Staudinger, 1856) — la Sésie des hélianthèmes
- Bembecia ichneumoniformis ([Denis & Schiffermüller], 1775) — la Sésie ichneumon
- Bembecia albanensis (Rebel, 1918) — la Sésie de la bugrane
- Bembecia psoraleae Bartsch & Bettag, 1997 — la Sésie des psoralées
- Bembecia fibigeri Z. Laštůvka & A. Laštůvka, 1994 — la Sésie de Fibiger
- Bembecia scopigera (Scopoli, 1763) — la Sésie de l’esparcette, la Sésie du sainfoin
- Bembecia iberica Špatenka, 1992 — la Sésie du pied-de-poule
- Bembecia megillaeformis (Hübner, 1813) — la Sésie du genêt
- Bembecia astragali (Joannis, 1909) — la Sésie des astragales
- Bembecia himmighoffeni (Staudinger, 1866) — la Sésie des lotiers
- Bembecia uroceriformis (Treitschke, 1834) — la Sésie armoricaine
- Synanthedon theryi Le Cerf, 1916 — la Sésie du tamaris
- Synanthedon scoliaeformis (Borkhausen, 1789) — la Sésie du bouleau
- Synanthedon mesiaeformis (Herrich-Schäffer, 1846) — la Sésie ceinture-jaune
- Synanthedon spheciformis ([Denis & Schiffermüller], 1775) — la Sésie de l’aulne
- Synanthedon stomoxiformis (Hübner, 1790) — la Sésie du néflier
- Synanthedon culiciformis (Linnaeus, 1758) — la Sésie culiciforme
- Synanthedon formicaeformis (Esper, 1783) — la Sésie fourmi
- Synanthedon flaviventris (Staudinger, 1883) — la Sésie jaune-gorge
- Synanthedon andrenaeformis (Laspeyres, 1801) — la Sésie de la viorne
- Synanthedon soffneri Špatenka, 1983 — la Sésie du chèvrefeuille
- Synanthedon melliniformis (Laspeyres, 1801) — la Sésie de l’osier
- Synanthedon myopaeformis (Borkhausen, 1789) — la Sésie du pommier
- Synanthedon vespiformis (Linnaeus, 1760) — la Sésie vespiforme
- Synanthedon codeti (Oberthür, 1881) — la Sésie du chêne vert
- Synanthedon conopiformis (Esper, 1782) — la Sésie du chêne
- Synanthedon tipuliformis (Clerck, 1759) — la Sésie du groseillier
- Synanthedon spuleri (Fuchs, 1908) — la Sésie de l’érable, la Sésie de Spuler
- Synanthedon loranthi (Králíček, 1966) — la Sésie du gui
- Synanthedon cephiformis (Ochsenheimer, 1808) — la Sésie des conifères

#### Sous-famille desTinthiinae
- Tinthia tineiformis (Esper, 1789) — la Sésie teigne
- Pennisetia hylaeiformis (Laspeyres, 1801) — la Sésie du framboisier

## Super-famille desZygaenoidea

### Famille desLimacodidae
- Apoda limacodes (Hufnagel, 1766) — la Tortue
- Hoyosia codeti (Oberthür, 1883) — la Tortue occitane
- Heterogenea asella ([Denis & Schiffermüller], 1775) — le Cloporte

### Famille desZygaenidae

#### Sous-famille desProcridinae
- Theresimima ampellophaga (Bayle-Barelle, 1808) — le Procris de la vigne
- Rhagades pruni ([Denis & Schiffermüller], 1775) — le Procris du prunier
- Jordanita subsolana (Staudinger, 1862) — la Turquoise de la cardoncelle, le Procris des cirses
- Jordanita hispanica (Alberti, 1937) — la Turquoise espagnole, le Procris atlante
- Jordanita chloros (Hübner, [1813]) — la Turquoise des centaurées, le Procris vert bronze
- Jordanita globulariae (Hübner, 1793) — la Turquoise de la globulaire, le Procris des centaurées
- Jordanita notata (Zeller, 1847) — la Turquoise des chardons, le Procris de la jacée
- Jordanita budensis (Ad. & Au. Speyer, 1858) — la Turquoise des achillées, le Procris de Hongrie
- Adscita geryon (Hübner, [1813]) — la Turquoise de l'hélianthème, le Procris de l'hélianthème
- Adscita mannii (Lederer, 1853) — la Turquoise des cistes, le Procris vert brillant
- Adscita alpina (Alberti, 1937) — la Turquoise de la vinette, le Procris des Alpes
- Adscita statices (Linnaeus, 1758) — la Turquoise, le Procris de l'oseille
- Adscita dujardini Efetov & Tarmann, 2014 — la Turquoise de la sanguinaire, le Procris du géranium

#### Sous-famille desChalcosiinae
- Aglaope infausta (Linnaeus, 1767) — l'Aglaopé des haies

#### Sous-famille desZygaeninae

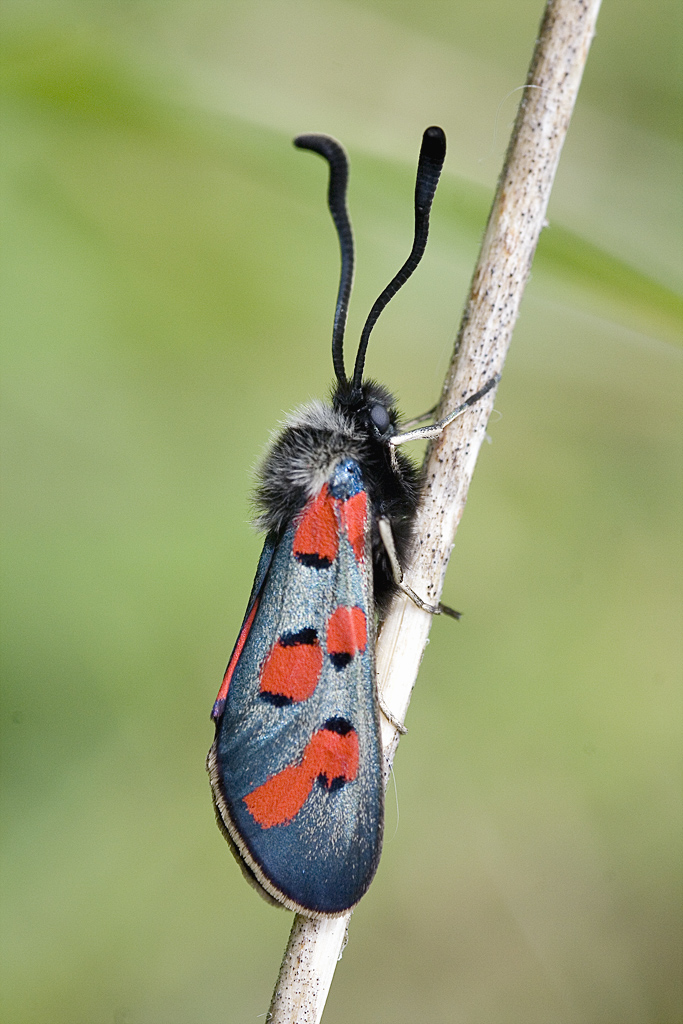
Zygène de l'esparcette (Zygaena rhadamanthus).

- Zygaena corsica Boisduval, [1828] — la Zygène corse
- Zygaena cynarae (Esper, 1789) — la Zygène de l'herbe-aux-cerfs
- Zygaena brizae (Esper, 1800) — la Zygène de la Vésubie
- Zygaena sarpedon (Hübner, 1790) — la Zygène du panicaut
- Zygaena contaminei Boisduval, 1834 — la Zygène de Barèges
- Zygaena erythrus (Hübner, [1806]) — la Zygène des garrigues
- Zygaena minos ([Denis & Schiffermüller], 1775) — la Zygène diaphane
- Zygaena purpuralis (Brünnich, 1763) — la Zygène pourpre
- Zygaena carniolica (Scopoli, 1763) — la Zygène du sainfoin
- Zygaena occitanica (Villers, 1789) — la Zygène d'Occitanie
- Zygaena fausta (Linnaeus, 1767) — la Zygène de la petite coronille
- Zygaena hilaris Ochsenheimer, 1808 — la Zygène de la bugrane
- Zygaena rhadamanthus (Esper, [1789]) — la Zygène de l'esparcette
- Zygaena nevadensis Rambur, 1858 — la Zygène ibère
- Zygaena romeo Duponchel, 1835 — la Zygène de la gesse
- Zygaena osterodensis Reiss, 1921 — la Zygène de l'orobe
- Zygaena exulans (Hohenwarth, 1792) — la Zygène des sommets
- Zygaena anthyllidis Boisduval, [1828] — la Zygène de Gavarnie
- Zygaena loti ([Denis & Schiffermüller], 1775) — la Zygène du lotier
- Zygaena lavandulae (Esper, 1783) — la Zygène de la badasse
- Zygaena viciae ([Denis & Schiffermüller], 1775) — la Zygène des Thérésiens
- Zygaena ephialtes (Linnaeus, 1767) — la Zygène de la coronille variée
- Zygaena transalpina (Esper, 1780) — la Zygène transalpine
- Zygaena filipendulae (Linnaeus, 1758) — la Zygène du pied-de-poule
- Zygaena trifolii (Esper, 1783) — la Zygène des prés
- Zygaena lonicerae (Scheven, 1777) — la Zygène des bois

## Super-famille desLasiocampoidea

### Famille desLasiocampidae

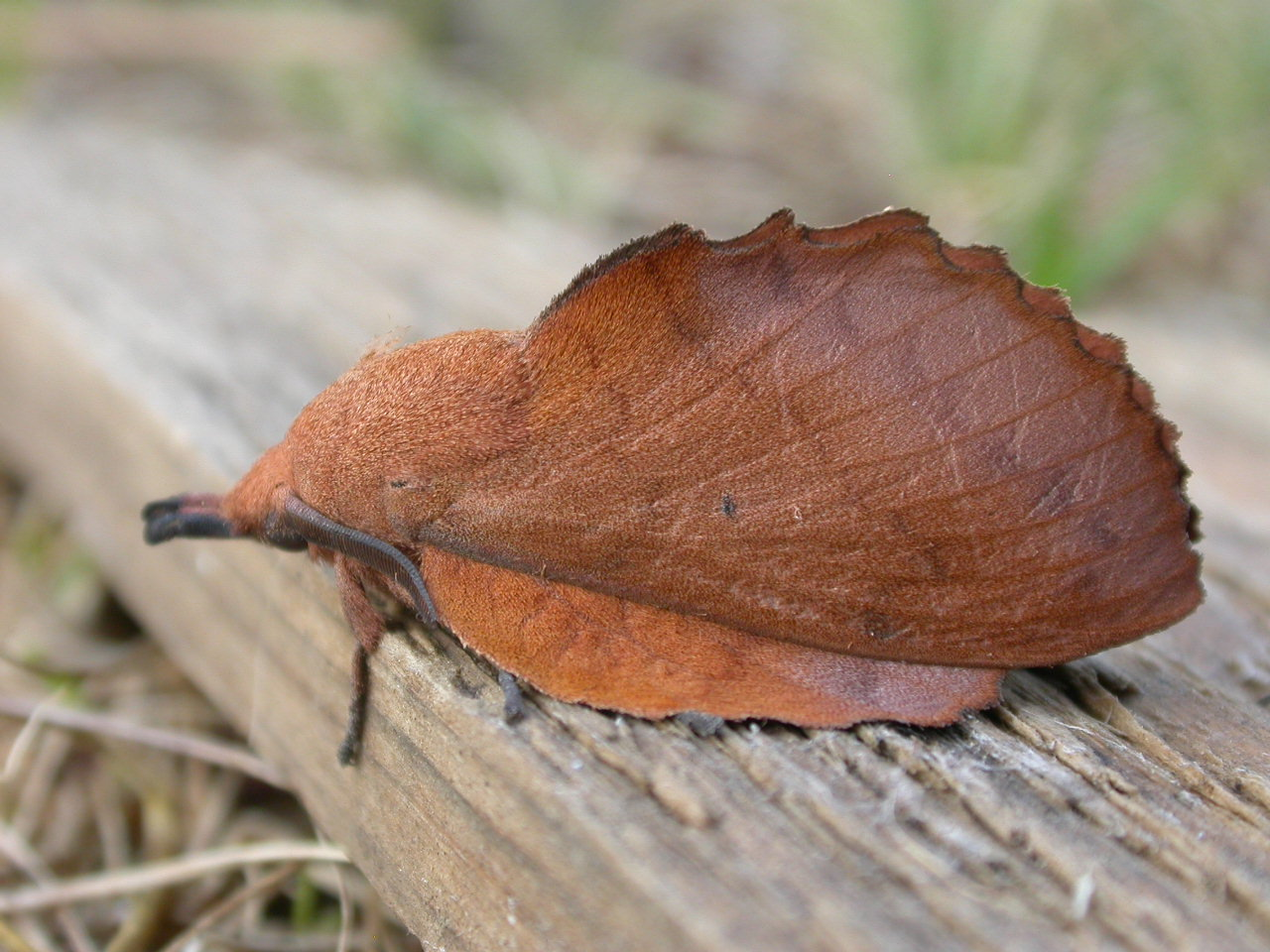
Feuille-morte du chêne (Gastropacha quercifolia).

#### Sous-famille desPoecilocampinae
- Trichiura crataegi (Linnaeus, 1758) — le Bombyx de l'aubépine
- Trichiura castiliana Spuler, 1903 — la Castillane
- Trichiura ilicis (Rambur, 1866) — le Bombyx de l'yeuse
- Poecilocampa populi (Linnaeus, 1758) — le Bombyx du peuplier
- Poecilocampa alpina (Frey & Wullschlegel, 1874) — le Bombyx de Millière

#### Sous-famille desMalacosominae
- Malacosoma neustria (Linnaeus, 1758) — la Livrée des arbres, le Bombyx à livrée
- Malacosoma castrense (Linnaeus, 1758) — la Livrée des prés
- Malacosoma franconicum ([Denis & Schiffermüller], 1775) — la Franconienne
- Malacosoma alpicola (Staudinger, 1870) — l'Alpine

#### Sous-famille desLasiocampinae
- Eriogaster lanestris (Linnaeus, 1758) — la Laineuse du cerisier
- Eriogaster arbusculae (Freyer, 1849) — la Laineuse de l'aulne vert
- Eriogaster rimicola ([Denis & Schiffermüller], 1775) — le Bombyx rimicole, la Laineuse du chêne
- Eriogaster catax (Linnaeus, 1758) — la Laineuse du prunellier
- Lasiocampa quercus (Linnaeus, 1758) — le Bombyx du chêne, le Minime à bandes jaunes
- Lasiocampa trifolii ([Denis & Schiffermüller], 1775) — le Bombyx du trèfle, le Petit minime à bande
- Macrothylacia rubi (Linnaeus, 1758) — le Bombyx de la ronce
- Pachypasa limosa (Serres, 1827) — le Bombyx du cyprès
- Dendrolimus pini (Linnaeus, 1758) — le Bombyx du pin
- Odonestis pruni (Linnaeus, 1758) — la Feuille-morte du prunier
- Psilogaster loti (Ochsenheimer, 1810) — le Bombyx du lotier
- Euthrix potatoria (Linnaeus, 1758) — la Buveuse
- Cosmotriche lobulina ([Denis & Schiffermüller], 1775) — la Lunigère
- Phyllodesma ilicifolia (Linnaeus, 1758) — la Feuille-morte de l'yeuse
- Phyllodesma tremulifolia (Hübner, 1810) — la Petite Feuille-morte, la Feuille-morte du tremble
- Phyllodesma suberifolia (Duponchel, 1842) — la Feuille-morte du chêne-liège
- Phyllodesma kermesifolia (Lajonquière, 1960) — la Feuille-morte du kermès
- Gastropacha quercifolia (Linnaeus, 1758) — la Feuille-morte du chêne
- Gastropacha populifolia ([Denis & Schiffermüller], 1775) — la Feuille-morte du peuplier

## Super-famille desBombycoidea

### Famille desBrahmaeidae
- Lemonia dumi (Linnaeus, 1761) — le Bombyx des buissons, la Brune du pissenlit
- Lemonia taraxaci ([Denis & Schiffermüller], 1775) — la Jaune du pissenlit

### Famille desEndromidae
- Endromis versicolora (Linnaeus, 1758)  — le Bombyx versicolore

### Famille desSaturniidae

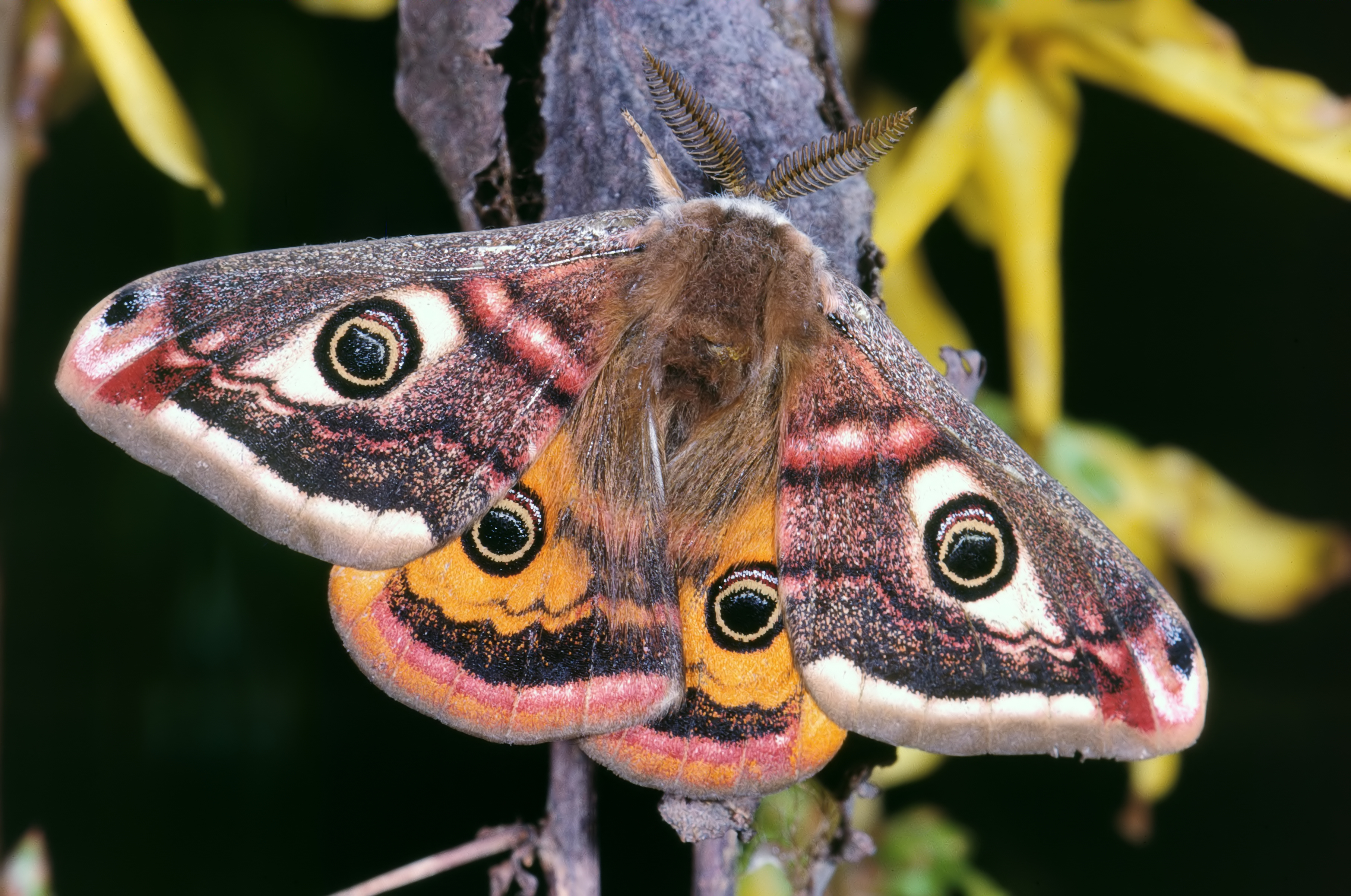
Petit paon de nuit (Saturnia pavonia).

#### Sous-famille desAgliinae
- Aglia tau (Linnaeus, 1758) — la Hachette

#### Sous-famille desSaturniinae
- Graellsia isabellae (Graells, 1849) — l'Isabelle
- Saturnia pyri ([Denis & Schiffermüller], 1775) — le Grand paon de nuit
- Saturnia pavonia (Linnaeus, 1758) — le Petit paon de nuit
- Saturnia pavoniella (Scopoli, 1763) — le Paon de nuit austral
- Samia cynthia (Drury, 1773) — le Bombyx de l'ailante

### Famille desSphingidae

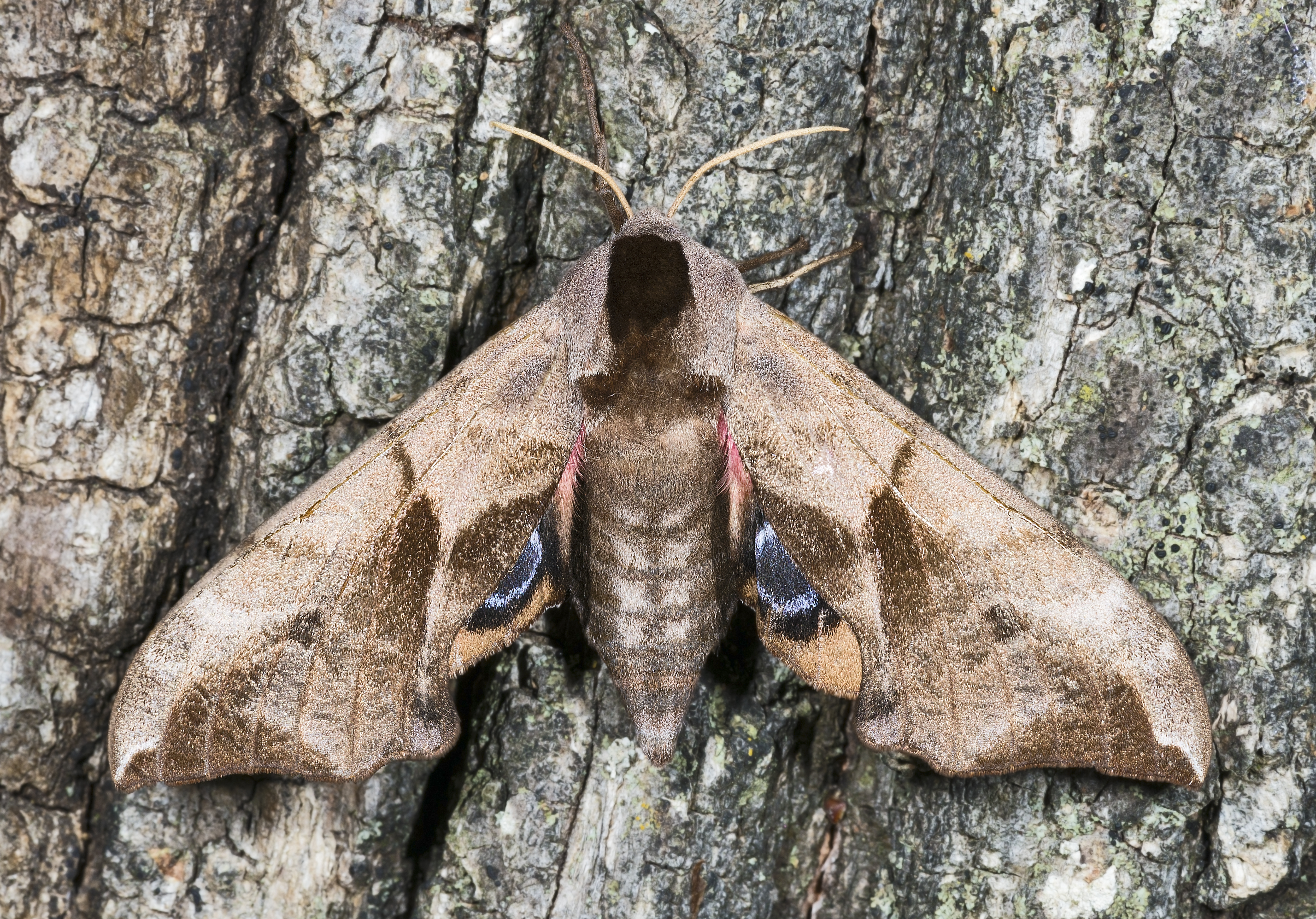
Sphinx demi-paon (Smerinthus ocellatus).

#### Sous-famille desSmerinthinae
- Marumba quercus ([Denis & Schiffermüller], 1775) — le Sphinx du chêne vert
- Mimas tiliae (Linnaeus, 1758) — le Sphinx du tilleul
- Smerinthus ocellatus (Linnaeus, 1758) — le Sphinx demi-paon
- Laothoe populi (Linnaeus, 1758) — le Sphinx du peuplier

#### Sous-famille desSphinginae
- Agrius convolvuli (Linnaeus, 1758) — le Sphinx du liseron
- Acherontia atropos (Linnaeus, 1758) — le Sphinx tête-de-mort
- Sphinx ligustri Linnaeus, 1758 — le Sphinx du troène
- Sphinx pinastri Linnaeus, 1758 — le Sphinx du pin
- Sphinx maurorum (Jordan, 1931) — le Sphinx mauresque

#### Sous-famille desMacroglossinae
- Hemaris tityus (Linnaeus, 1758) — le Sphinx bourdon
- Hemaris fuciformis (Linnaeus, 1758)  — le Sphinx gazé
- Proserpinus proserpina (Pallas, 1772) — le Sphinx de l'épilobe
- Macroglossum stellatarum (Linnaeus, 1758)  — le Moro-sphinx
- Daphnis nerii (Linnaeus, 1758)  — le Sphinx du laurier-rose
- Hyles euphorbiae (Linnaeus, 1758) — le Sphinx de l'euphorbe
- Hyles nicaea (Prunner, 1798) — le Sphinx nicéa
- Hyles dahlii (Geyer, [1828]) — le Deiléphile de Dahl
- Hyles gallii (Rottemburg, 1775) — le Sphinx de la garance
- Hyles vespertilio (Esper, 1780) — le Sphinx chauve-souris
- Hyles hippophaes (Esper, 1789) — le Sphinx de l'argousier
- Hyles livornica (Esper, 1780) — le Sphinx livournien
- Deilephila porcellus (Linnaeus, 1758) — le Petit sphinx de la vigne
- Deilephila elpenor (Linnaeus, 1758) — le Grand sphinx de la vigne
- Hippotion celerio (Linnaeus, 1758) — le Sphinx phœnix

## Super-famille desNoctuoidea

### Famille desNotodontidae

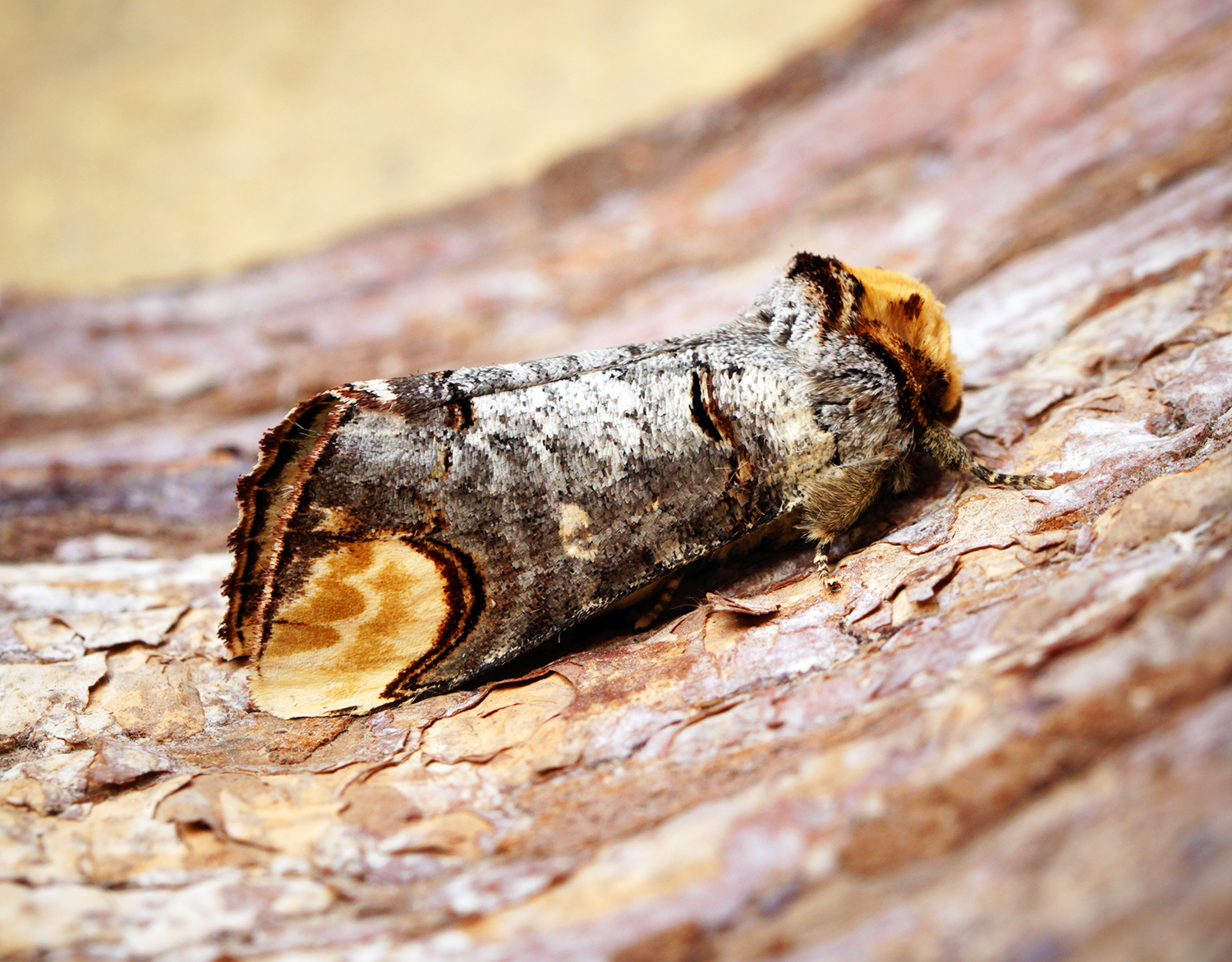
Bucéphale (Phalera bucephala).

#### Sous-famille desThaumetopoeinae
- Thaumetopoea pinivora (Treitschke, 1834) — la Processionnaire pinivore
- Thaumetopoea pityocampa ([Denis & Schiffermüller], 1775) — la Processionnaire du pin
- Thaumetopoea processionea (Linnaeus, 1758) — la Processionnaire du chêne

#### Sous-famille desPygaerinae
- Clostera curtula (Linnaeus, 1758) — la Hausse-queue blanche, le Courtaud
- Clostera anachoreta ([Denis & Schiffermüller], 1775) — l'Anachorète, la Hausse-queue fourchue
- Clostera anastomosis (Linnaeus, 1758) — la Hausse-queue grise
- Clostera pigra (Hufnagel, 1766) — la Hausse-queue brune, la Recluse

#### Sous-famille desPhalerinae
- Phalera bucephala (Linnaeus, 1758) — la Bucéphale
- Phalera bucephaloides (Ochsenheimer, 1810) — la Bucéphaloïde
- Peridea anceps (Goeze, 1781) — la Timide

#### Sous-famille desNotodontinae
- Rhegmatophila alpina (Bellier, 1881) — l'Alpestre
- Gluphisia crenata (Esper, 1785) — la Crénelée
- Drymonia dodonaea ([Denis & Schiffermüller], 1775) — la Triple tache
- Drymonia ruficornis (Hufnagel, 1766) — la Demi-lune noire
- Drymonia querna ([Denis & Schiffermüller], 1775) — la Demi-lune blanche
- Drymonia obliterata (Esper, 1785) — l'Ardoisée
- Drymonia velitaris (Hufnagel, 1766) — la Voile
- Notodonta ziczac (Linnaeus, 1758) — le Bois-veiné
- Notodonta dromedarius (Linnaeus, 1767) — le Chameau
- Notodonta torva (Hübner, 1803) — la Demi-lune grise
- Notodonta tritophus ([Denis & Schiffermüller], 1775) — le Dromadaire
- Pheosia gnoma (Fabricius, 1777) — le Bombyx dictéoïde, la Faïence
- Pheosia tremula (Clerck, 1759) — la Porcelaine
- Odontosia carmelita (Esper, 1798) — la Carmélite
- Ptilophora plumigera ([Denis & Schiffermüller], 1775) — le Plumet, le Porte-plume
- Pterostoma palpina (Clerck, 1759) — le Museau
- Ptilodon capucina (Linnaeus, 1758) — la Crête-de-coq
- Ptilodon cucullina ([Denis & Schiffermüller], 1775) — le Capuchon
- Leucodonta bicoloria ([Denis & Schiffermüller], 1775) — le Bombyx bicolore
- Dicranura ulmi ([Denis & Schiffermüller], 1775) — la Grisonne
- Neoharpyia verbasci (Fabricius, 1798) — le Bombyx de la molène
- Furcula bicuspis (Borkhausen, 1790) — la Harpye bicuspide
- Furcula furcula (Clerck, 1759) — la Harpye fourchue
- Furcula bifida (Brahm, 1787) — la Petite Queue-fourchue
- Cerura erminea (Esper, 1783) — l'Hermine
- Cerura vinula (Linnaeus, 1758) — la Grande Queue-fourchue
- Cerura iberica (Templado & Ortiz, 1966) — la Queue-fourchue ibérique

#### Sous-famille desHeterocampinae
- Spatalia argentina ([Denis & Schiffermüller], 1775) — l'Argentine
- Harpyia milhauseri (Fabricius, 1775) — le Dragon
- Stauropus fagi (Linnaeus, 1758) — l'Écureuil

### Famille desErebidae

#### Sous-famille desLymantriinae

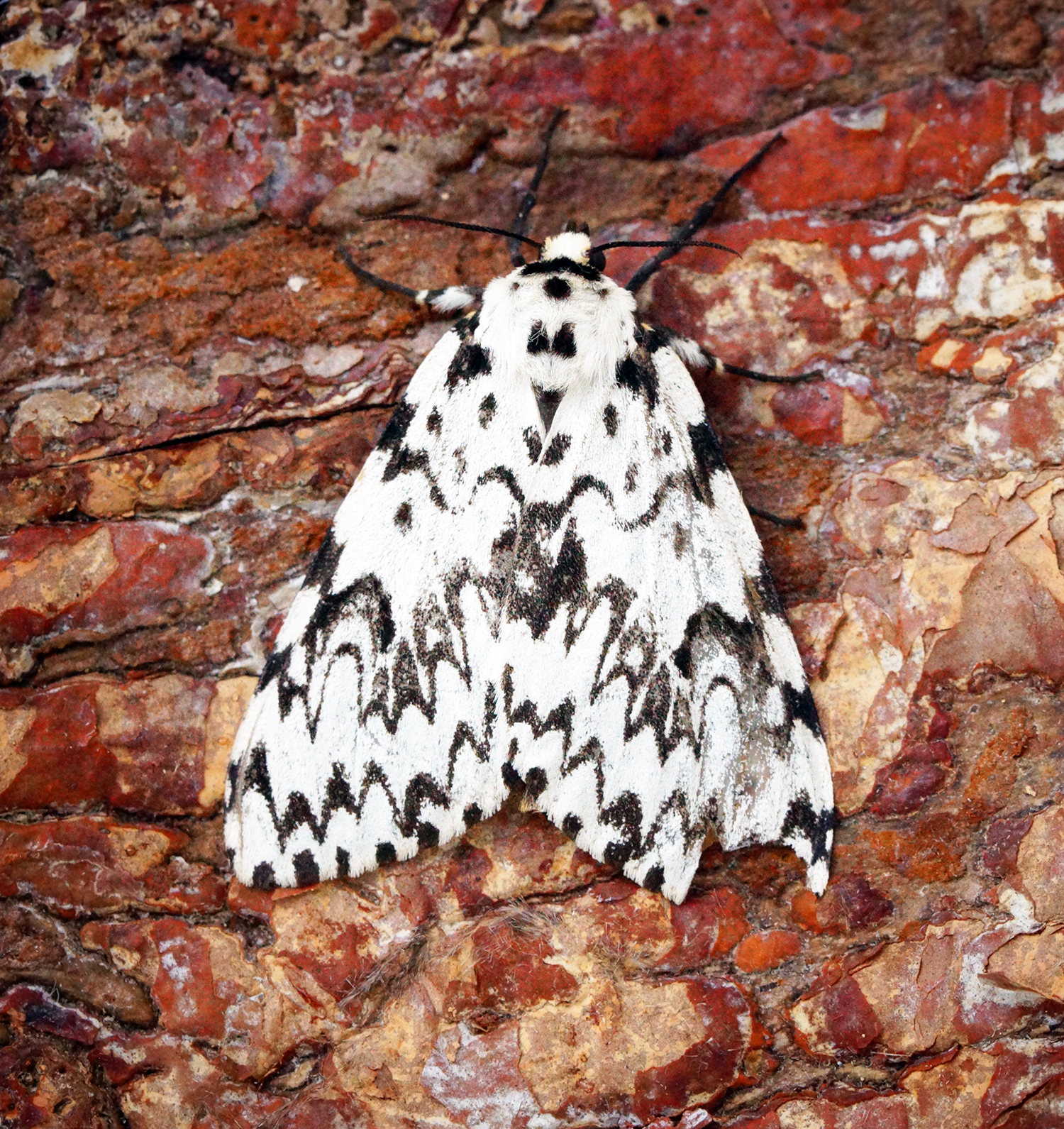
Nonne (Lymantria monacha).

- Laelia coenosa (Hübner, 1808) — le Liparis sale
- Orgyia aurolimbata Guenée & de Villiers, 1835 — l'Orgyie frange-fauve
- Orgyia recens (Hübner, 1819) — la Soucieuse
- Orgyia antiqua (Linnaeus, 1758) — l'Étoilée
- Orgyia trigotephras Boisduval, 1828 — l'Orgyie du kermès
- Orgyia corsica Boisduval, 1834 — l'Orgyie corse
- Orgyia rupestris Rambur, 1832 — l'Orgyie de la statice
- Gynaephora selenitica (Esper, 1789) — l'Orgyie sélénitique
- Dicallomera fascelina (Linnaeus, 1758) — le Bombyx porte-brosses
- Calliteara pudibunda (Linnaeus, 1758) — la Pudibonde
- Ocneria rubea ([Denis & Schiffermüller], 1775) — le Bombyx rubicond
- Parocneria detrita (Esper, 1785) — le Bombyx usé
- Euproctis chrysorrhoea (Linnaeus, 1758) — le Cul-brun
- Euproctis similis (Fuessly, 1775) — le Cul-doré
- Leucoma salicis (Linnaeus, 1758) — le Bombyx du saule
- Arctornis l-nigrum (Müller, 1764) — le L-noir
- Lymantria atlantica (Rambur, 1837) — le Liparis des lentisques
- Lymantria monacha (Linnaeus, 1758) — la Nonne
- Lymantria dispar (Linnaeus, 1758) — le Bombyx disparate

#### Sous-famille desArctiinae

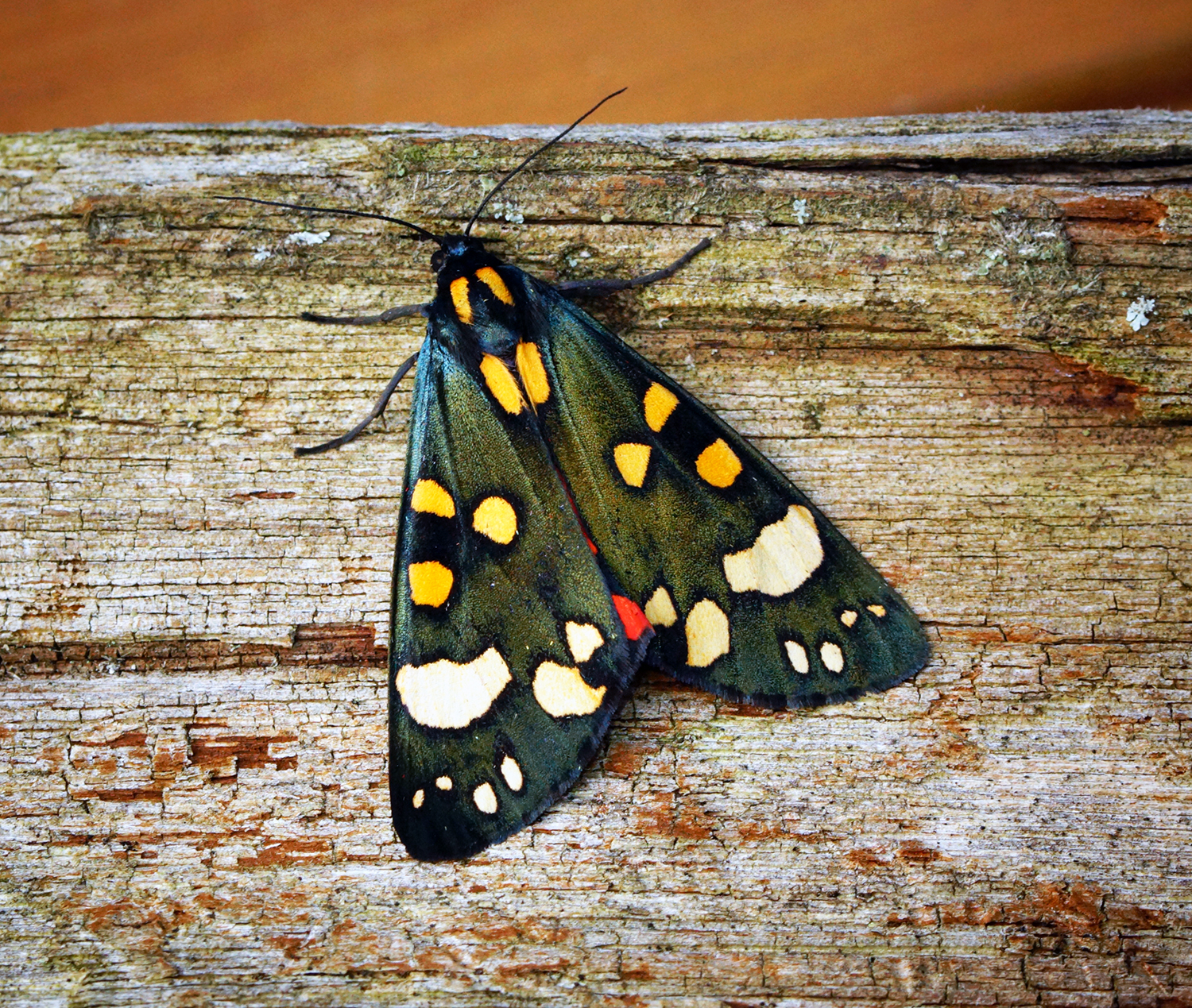
Écaille marbrée (Callimorpha dominula).

- Setina irrorella (Linnaeus, 1758) — l'Endrosie diaphane
- Setina aurita (Esper, 1787) — l'Écaille alpine
- Setina roscida ([Denis & Schiffermüller], 1775) — l'Écaille roscide
- Atolmis rubricollis (Linnaeus, 1758) — la Veuve
- Cybosia mesomella (Linnaeus, 1758) — l'Éborine
- Pelosia muscerda (Hufnagel, 1766) — la Lithosie muscerde
- Pelosia obtusa (Herrich-Schäffer, 1852) — la Lithosie obtuse
- Pelosia plumosa (Mabille, 1900) — la Lithosie plumeuse
- Setema cereola (Hübner, 1803) — le Manteau alpin
- Eilema sororcula (Hufnagel, 1766) — le Manteau jaune
- Eilema griseola (Hübner, 1803) — la Lithosie grise
- Eilema caniola (Hübner, 1808) — le Manteau pâle
- Eilema uniola (Rambur, 1866) — le Manteau concolore
- Eilema marcida (Mann, 1859) — le Manteau de Mann
- Eilema lutarella (Linnaeus, 1758) — le Manteau safran
- Eilema pygmaeola (Doubleday, 1847) — la Lithosie naine
- Eilema palliatella (Scopoli, 1763) — le Manteau bicolore
- Eilema pseudocomplana (Daniel, 1939) — le Manteau incertain
- Eilema complana (Linnaeus, 1758) — le Manteau à tête jaune
- Eilema lurideola (Zincken, 1817) — la Lithosie complanule
- Eilema depressa (Esper, 1787) — la Lithosie ocre
- Eilema rungsi Toulgoët, 1960 — la Lithosie des paluds
- Lithosia quadra (Linnaeus, 1758) — la Lithosie quadrille
- Thumatha senex (Hübner, 1808) — la Nudarie vieille
- Paidia rica (Freyer, 1855) — l'Écaille gris-souris
- Nudaria mundana (Linnaeus, 1761) — la Mondaine
- Miltochrista miniata (Forster, 1771) — la Rosette
- Apaidia mesogona (Godart, 1824) — la Lithosie de Godart
- Apaidia rufeola (Rambur, 1832) — la Lithosie tyrrhénienne
- Coscinia cribraria (Linnaeus, 1758) — le Crible
- Spiris striata (Linnaeus, 1758) — l'Écaille striée
- Lerautia bifasciata (Rambur, 1832) — le Crible de Corse
- Utetheisa pulchella (Linnaeus, 1758) — la Gentille
- Callimorpha dominula (Linnaeus, 1758) — l'Écaille marbrée
- Euplagia quadripunctaria (Poda, 1761) — l'Écaille chinée
- Tyria jacobaeae (Linnaeus, 1758) — la Goutte-de-sang
- Arctia plantaginis (Linnaeus, 1758) — l'Écaille du plantain
- Arctia aulica (Linnaeus, 1758) — l'Écaille civique
- Arctia testudinaria (Geoffroy, 1785) — l'Écaille des steppes
- Arctia matronula (Linnaeus, 1758) — la Matrone
- Arctia tigrina (Villers, 1789) — l'Écaille fasciée
- Arctia caja (Linnaeus, 1758) — l'Écaille martre
- Arctia flavia (Fuessly, 1779) — l'Écaille jaune
- Arctia villica (Linnaeus, 1758) — l'Écaille fermière
- Arctia festiva (Hufnagel, 1766) — l'Écaille rose
- Ocnogyna corsica (Rambur, 1832) — l'Ocnogyne corse
- Ocnogyna parasita (Hübner, 1790) — l'Ocnogyne des Alpes
- Ocnogyna zoraida (Graslin, 1837) — l'Ocnogyne ibérique
- Apantesis quenseli (Paykull, 1793) — l'Écaille de Quensel
- Cymbalophora pudica (Esper, 1785) — l'Écaille tesselée
- Diacrisia sannio (Linnaeus, 1758) — la Bordure ensanglantée
- Diacrisia metelkana (Lederer, 1861) — l'Écaille des marais
- Diacrisia purpurata (Linnaeus, 1758) — l'Écaille pourprée
- Hyphantria cunea (Drury, 1773) — l'Écaille fileuse
- Spilarctia lutea (Hufnagel, 1766) — l'Écaille Lièvre
- Spilosoma lubricipeda (Linnaeus, 1758) — l'Écaille tigrée
- Spilosoma urticae (Esper, 1789) — l'Écaille de l'ortie
- Diaphora sordida (Hübner, 1803) — la Petite mendiante
- Diaphora mendica (Clerck, 1759) — l'Écaille mendiante
- Phragmatobia fuliginosa (Linnaeus, 1758) — l'Écaille cramoisie
- Epatolmis luctifera ([Denis & Schiffermüller], 1775) — l'Écaille funèbre
- Chelis cervini (Fallou, 1864) — l'Écaille du Cervin
- Chelis maculosa (Gerning, 1780) — l'Écaille maculée
- Chelis simplonica (Boisduval, 1840) — l'Écaille du Simplon
- Watsonarctia deserta (Bartel, 1902) — l'Écaille chaste
- Amata phegea (Linnaeus, 1758) — le Sphinx du pissenlit
- Amata marjana (Stauder, 1913) — la Syntomie tyrolienne
- Dysauxes ancilla (Linnaeus, 1767) — la Servante
- Dysauxes punctata (Fabricius, 1781) — la Ménagère
- Dysauxes famula (Freyer, 1836) — la Soumise

### Famille desEuteliidae
- Eutelia adulatrix (Hübner, 1813) — la Noctuelle adulatrice

### Famille desNolidae

#### Sous-famille desNolinae
- Nola thymula Millière, 1867 — la Nole du thym
- Nola infantula Kitt, 1926  — la Nole de l'euphraise
- Nola subchlamydula Staudinger, 1870 — la Nole des germandrées
- Nola kruegeri Turati, 1911 — la Nole tyrrhénienne
- Nola cristatula (Hübner, 1793) — la Nole de la menthe
- Nola cicatricalis (Treitschke, 1835) — la Cicatrice
- Nola squalida Staudinger, 1870 — la Nole négligée
- Nola dresnayi (Warnecke, 1946) — la Nole de la Durance
- Nola aerugula (Hübner, 1793) — la Nole ravaudée
- Nola confusalis (Herrich-Schäffer, 1847) — la Nole crêtée
- Nola cucullatella (Linnaeus, 1758) — la Nole-capuchon
- Meganola albula ([Denis & Schiffermüller], 1775) — la Nole blanchâtre
- Meganola strigula ([Denis & Schiffermüller], 1775) — la Nole striolée
- Meganola kolbi (Daniel, 1935) — la Nole de Kolb
- Meganola togatulalis (Hübner, 1796) — la Nole togée

#### Sous-famille desChloephorinae

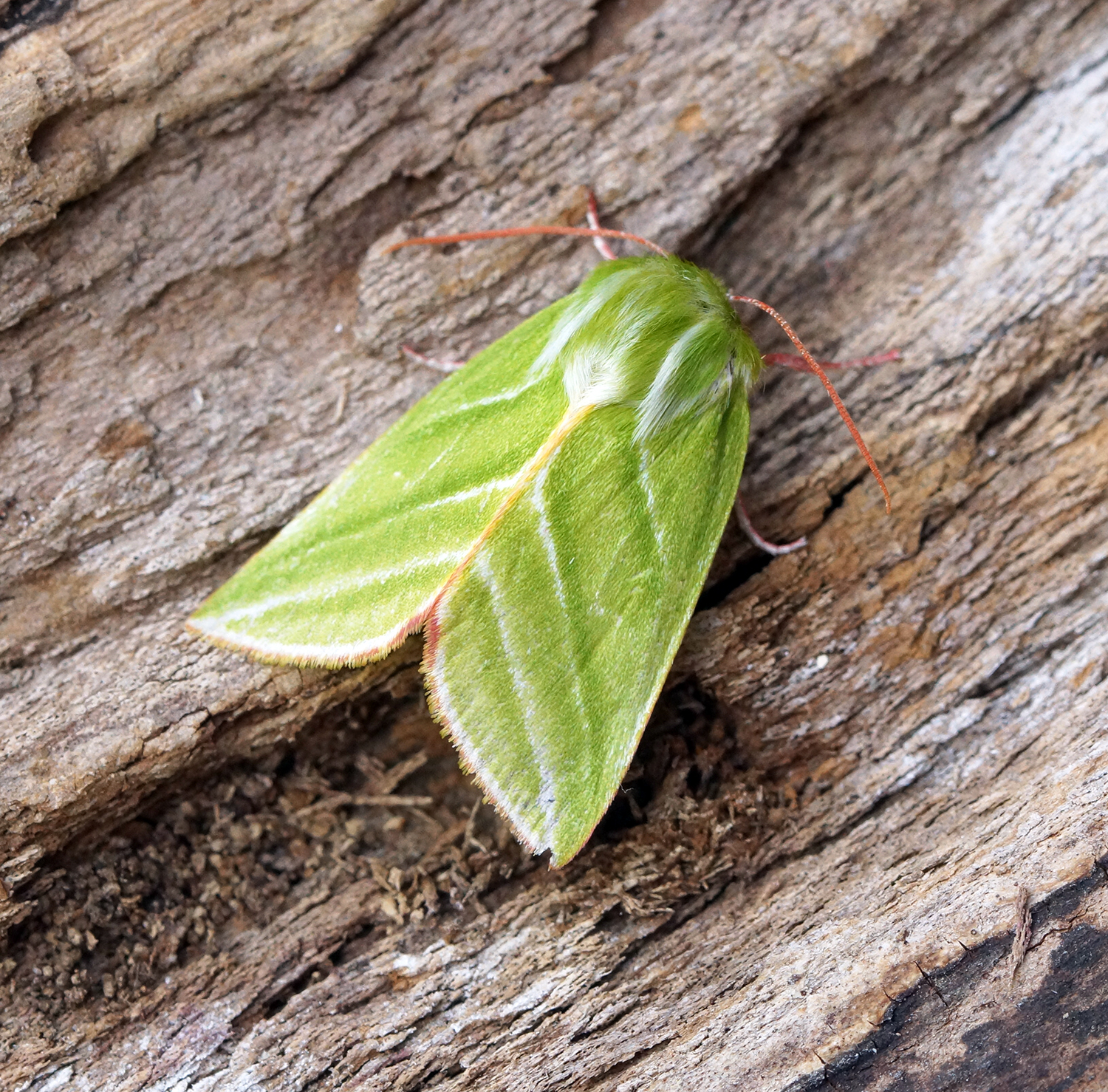
Halias du hêtre (Pseudoips prasinanus).

- Nycteola asiatica (Krulikovsky, 1904) — la Nyctéole du saule
- Nycteola siculana (Fuchs, 1899) — la Nyctéole du peuplier
- Nycteola degenerana (Hübner, 1799) — la Nyctéole de l'osier
- Nycteola columbana (Turner, 1925) — la Nyctéole du chêne-liège
- Nycteola revayana (Scopoli, 1772) — la Sarrothripe de Revay
- Garella nilotica (Rogenhofer, 1882) — la Nyctéole égyptienne
- Earias clorana (Linnaeus, 1760) — la Halias du Saule
- Earias vernana (Fabricius, 1787) — la Halias du peuplier
- Earias insulana (Boisduval, 1833) — la Halias du coton
- Pseudoips prasinanus (Linnaeus, 1758) — la Halias du hêtre
- Bena bicolorana (Fuessly, 1775) — la Halias du chêne

### Famille desNoctuidae

#### Sous-famille desDilobinae
- Diloba caeruleocephala — le Double oméga, le Diloba à tête bleue

#### Sous-famille desPlusiinae
- Autographa gamma — le Gamma, le Lambda